# Flugplatz Nardt

i7
i11
i13
Der Flugplatz Nardt (ICAO-Code: EDAT) ist ein Sonderlandeplatz im Landkreis Bautzen. Er ist für Segelflugzeuge, Motorsegler, Ultraleichtflugzeuge, Motorflugzeuge mit einem Höchstabfluggewicht von bis zu zwei Tonnen sowie für Fallschirmsprung und Modellflugzeuge zugelassen. Halter und Betreiber ist der Aeroklub Hoyerswerda e.V.